# Nikola Manojlović
Nikola Manojlović; serbs. Никола Манојловић (ur. 1 grudnia 1981 w Belgradzie) – serbski piłkarz ręczny, reprezentant kraju grający na pozycji lewego rozgrywającego. Wicemistrz Europy 2012. Obecnie występuje w lidze białoruskiej, w drużynie Mieszkow Brześć.

## Sukcesy

### reprezentacyjne
- Mistrzostwa Europy:
  -  2012

### klubowe
- Mistrzostwa Słowenii:
  -  2012
  -  2011
  -  2013
- Superpuchar Słowenii:
  -  2011
- Mistrzostwa Rumunii:
  -  2009
- Puchar Rumunii:
  -  2009